# Gifu-præfekturet
Gifu-præfekturet (岐阜県 Gifu-ken) er et præfektur i Japan.
Præfekturet ligger i regionen Chūbu midt på den centrale del af Japans hovedø Honshū. Det har et areal på 10.621 km2
og et befolkningstal på 1.975.397 (2020) indbyggere. Hovedbyen og den største by er byen Gifu.